# Dawne polskie przejścia graniczne z Czechami
Polskie przejścia graniczne z Czechami – punkty ruchu osobowego i towarowego na granicy między Polską a Czechami.
Wszystkie przejścia graniczne na wspólnej granicy Polski i Czech zostały zlikwidowane 21 grudnia 2007 roku w związku z przystąpieniem obu krajów do Strefy Schengen. Od 21 grudnia 2007 przekraczanie granicy dozwolone jest w dowolnym miejscu.
20 grudnia 2007 r. na granicy Polski i Czech znajdowały się 123
przejścia graniczne – 114 drogowych (w tym turystyczne oraz małego ruchu granicznego) oraz 9 kolejowych.

## Drogowe
- Beskidek – Beskydek
- Bielice – Nýzerov
- Bielice – Paprsek
- Boboszów – Dolní Lipka
- Bogatynia – Kunratice
- Bolesław – Píšť
- Borucin – Chuchelná
- Branice – Úvalno
- Brzozowie – Česká Čermná
- Chałupki – Bohumín
- Chałupki – Šilheřovice
- Chełmsko Śląskie – Libná
- Chomiąża – Chomýž

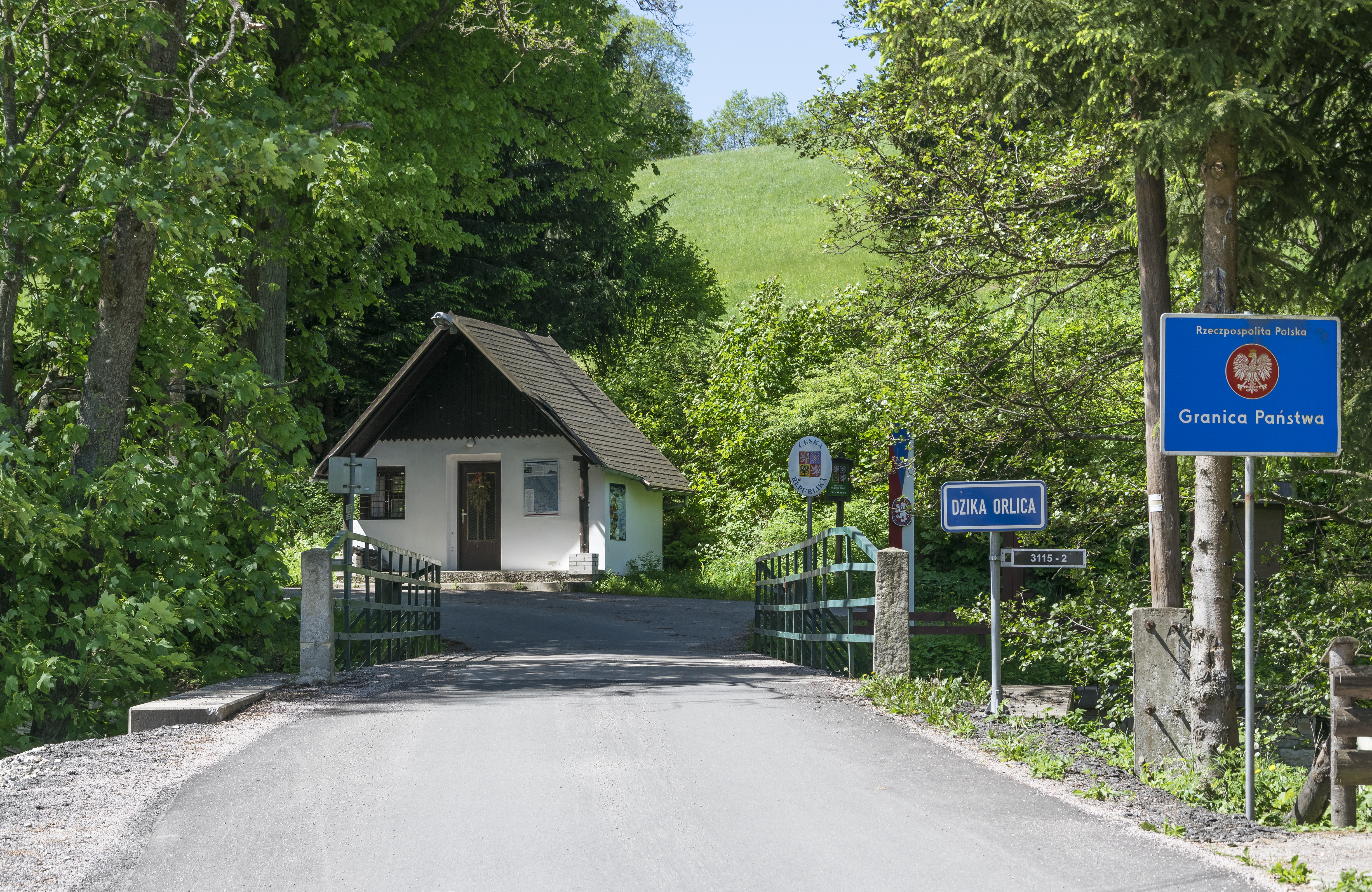
Przejście graniczne Niemojów-Bartošovice v Orlických horách

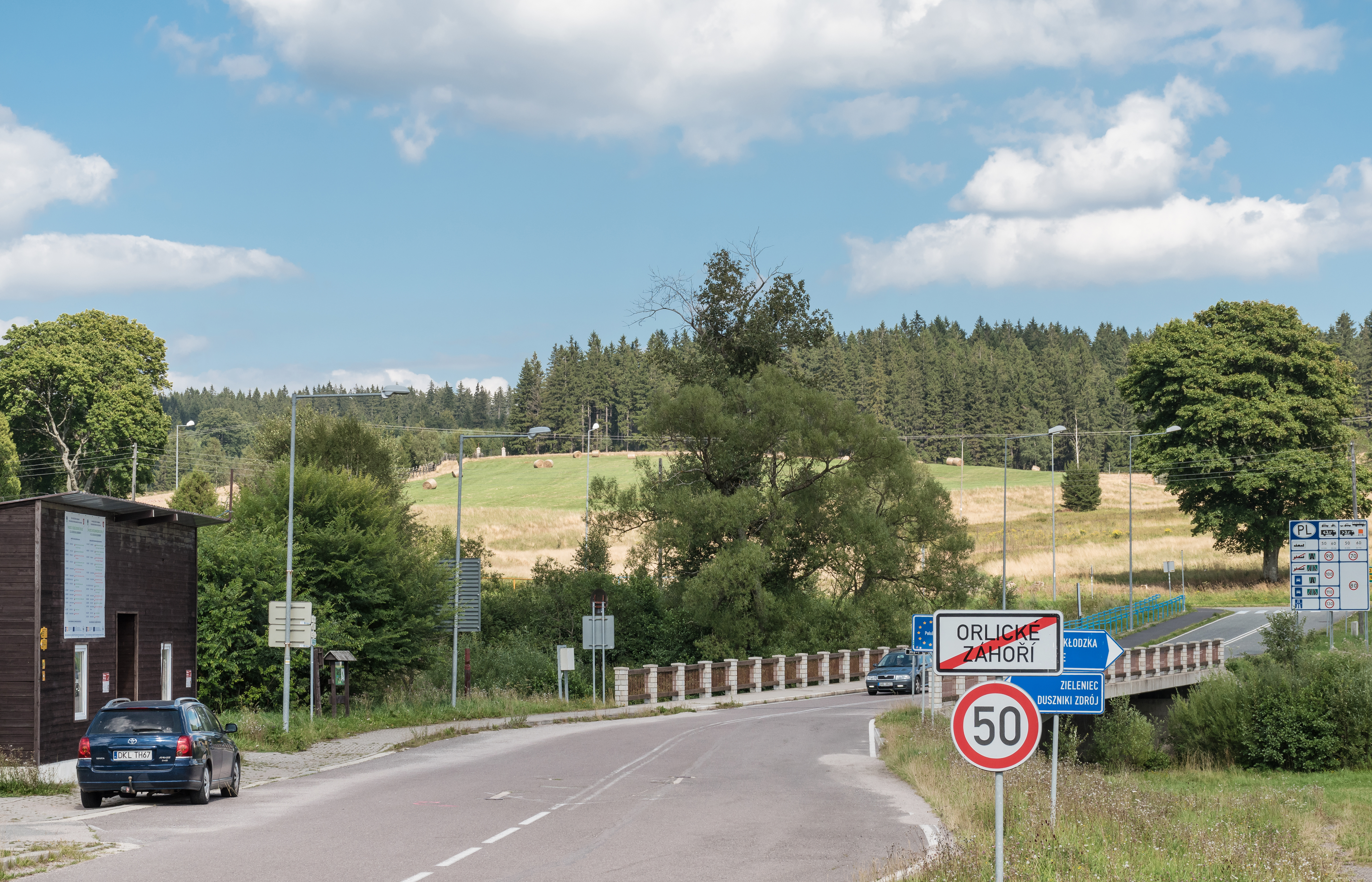
Przejście graniczne Mostowice-Orlické Záhoří

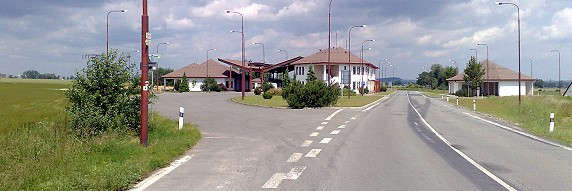
Przejście graniczne Paczków – Bílý Potok

- Cieszyn (most Wolności, most Przyjaźni) – Český Těšín (most Svobody, most Družby)
- Cieszyn – Chotěbuz
- Cisownica – Nýdek
- Czarna Przełęcz – Martinova Bouda
- Czermna – Malá Čermná
- Czerniawa-Zdrój – Nové Město pod Smrkem

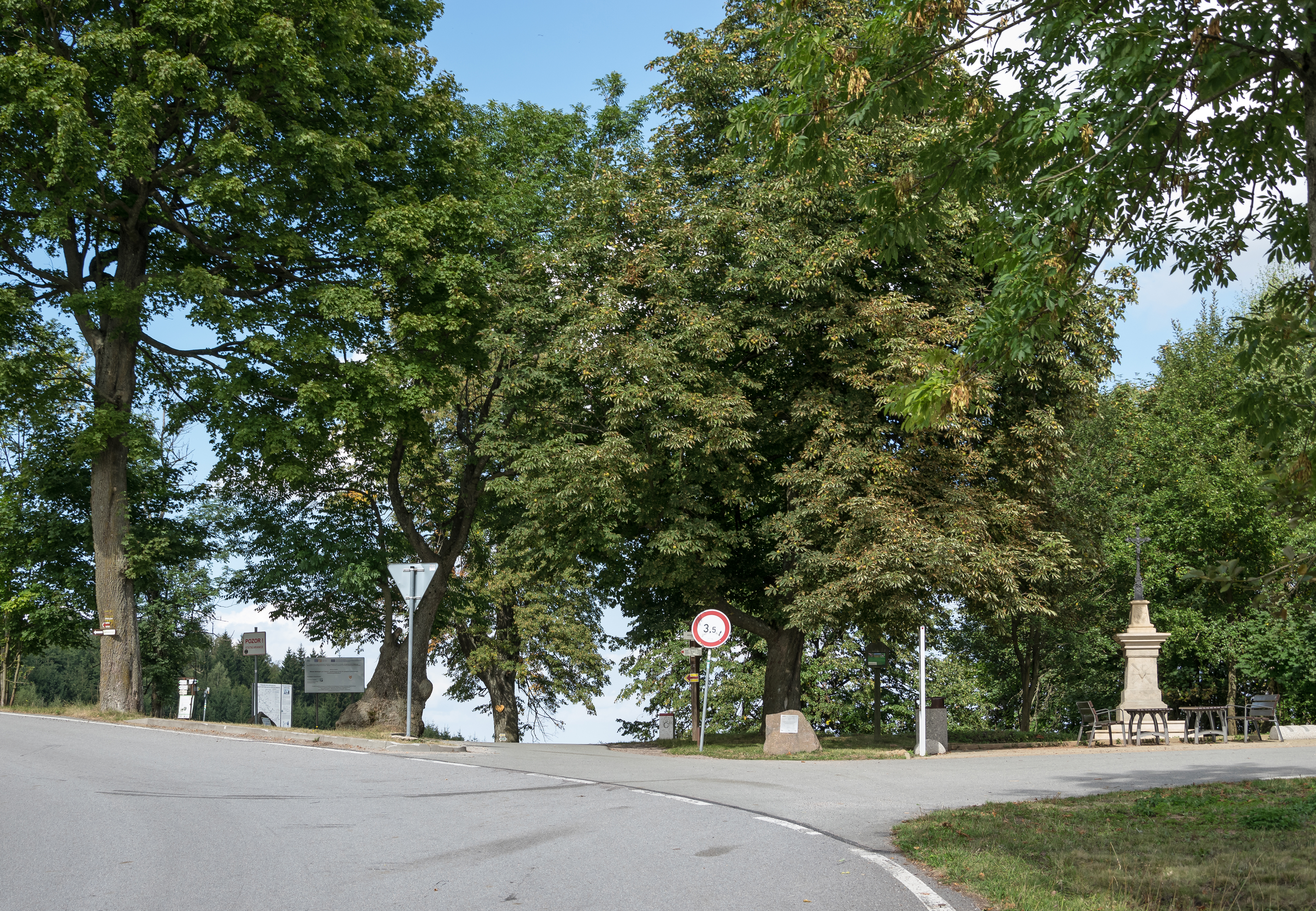
Przejście graniczne Kamieńczyk-Mladkov Petrovičky

- Duszniki-Zdrój – Olešnice v Orlických horách (Číhalka)
- Dziewiętlice – Bernartice
- Gadzowice – Rusín
- Głuchołazy – Mikulovice

- Głuszyca Górna – Janovičky
- Golińsk – Starostín
- Gołkowice – Závada
- Gorzyczki – Věřnovice
- Gródczanki – Třebom
- Istebna – Bukovec
- Jagniątków – Petrova Bouda
- Jakuszyce – Harrachov

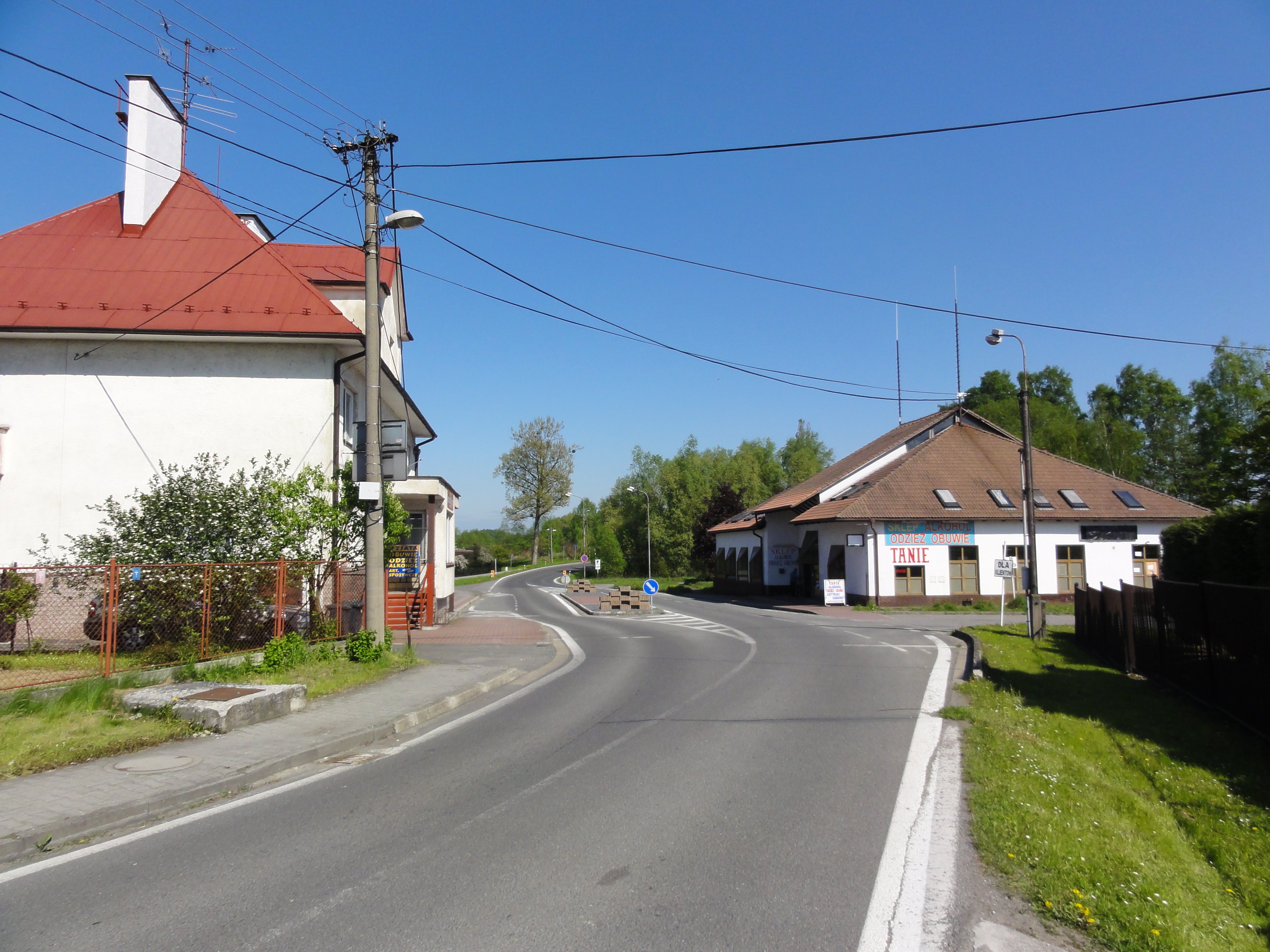
Przejście graniczne Marklowice Górne – Dolní Marklovice

- Jarnołtówek – Zlaté Hory (Biskupská kupa, vrchol)
- Jarnołtówek (Biskupia Kopa) – Zlaté Hory (Biskupská Kupa)
- Jasnowice – Bukovec
- Jastrzębie Ruptawa – Kempy – Petrovice u Karviné
- Jaworzynka – Hrčava
- Jaworzynka Trójstyk – Hrčava Trojmezí
- Jodłów – Horní Morava
- Kaczyce Dolne – Karviná Ráj I
- Kaczyce Górne – Karviná Ráj II

- Kałków – Vidnava
- Kamieńczyk – Mladkov Petrovičky
- Kietrz – Třebom

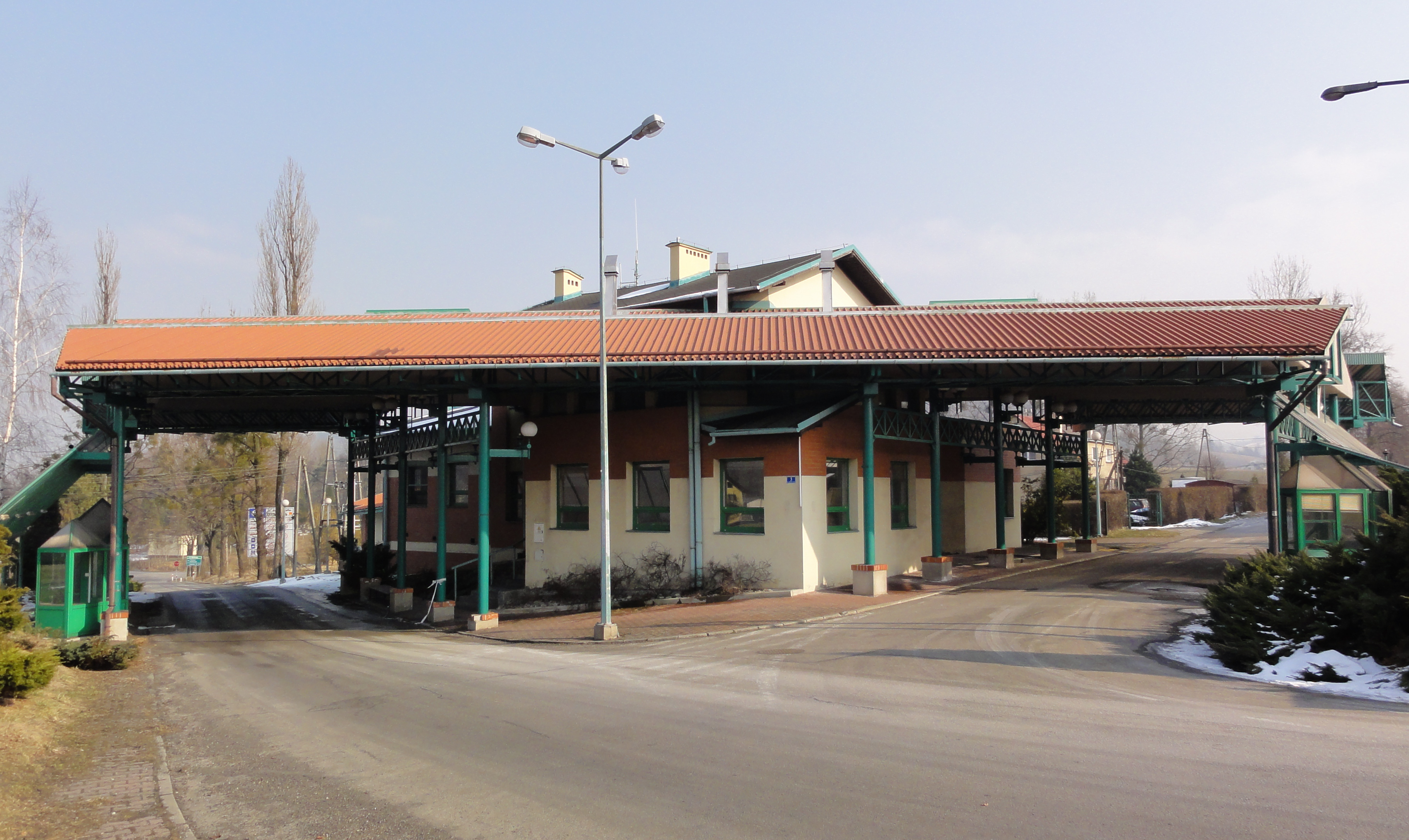
Przejście graniczne Leszna Górna – Horní Líštná

- Kocioł – Olešnice v Orlických horách
- Konradów – Zlaté Hory
- Krzanowice – Chuchelná
- Krzanowice – Strahovice
- Kudowa Słone – Náchod
- Lądek-Zdrój – Černý Kout
- Lenarcice – Linhartovy
- Leszna Górna – Horní Lištná
- Lubawka – Královec
- Lutogniewice – Andělka
- Lutynia – Travná

- Łaziska – Věřnovice
- Łączna – Zdoňov
- Łomnica – Ruprechtický Špičák

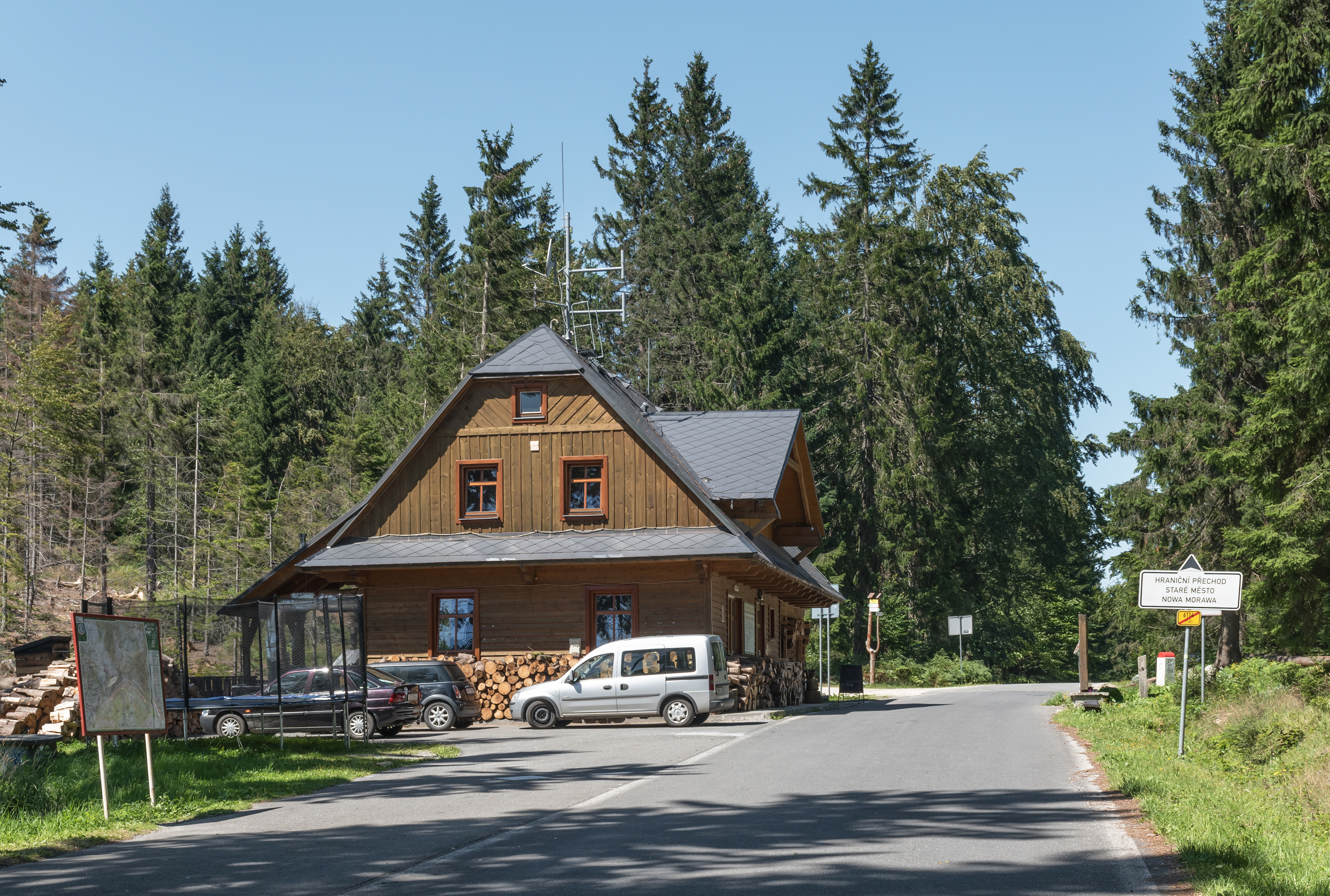
Przejście graniczne Nowa Morawa – Staré Město

- Marklowice Górne – Dolní Marklovice
- Mieroszów – Meziměstí
- Miłoszów – Srbská
- Mostowice – Orlické Záhoří
- Niedamirów – Horní Albeřice
- Niedamirów – Žacléř
- Niemojów – Bartošovice v Orlických horách
- Nowa Morawa – Staré Město

- Nowe Chałupki – Bohumín
- Nowy Gierałtów – Uhelná
- Okrzeszyn – Petříkovice
- Olza – Kopytov
- Orle – Jizerka
- Orlica – Vrchmezí
- Orłowiec – Bílá Voda (Růženec)
- Ostra Góra – Machovská Lhota
- Owsiszcze – Píšť
- Paczków – Bílý Potok
- Pasterka – Machovský kříž
- Pietraszyn – Sudice
- Pietrowice – Krnov

- Pilszcz – Opava
- Podlesie – Ondřejovice
- Pogwizdów – Louky nad Olší
- Polana Jakuszycka – Harrachov
- Pomorzowiczki – Osoblaha
- Porajów – Hrádek
- Przełęcz Okraj – Pomezní Boudy
- Przesieka – Špindlerův Mlýn
- Pstrążna – Žďárky
- Puńców – Kojkovice
- Radków – Božanov
- Równia pod Śnieżką – Luční bouda

- Rudyszwałd – Hať
- Skrbeńsko – Petrovice u Karviné
- Sławniowice – Velké Kunětice

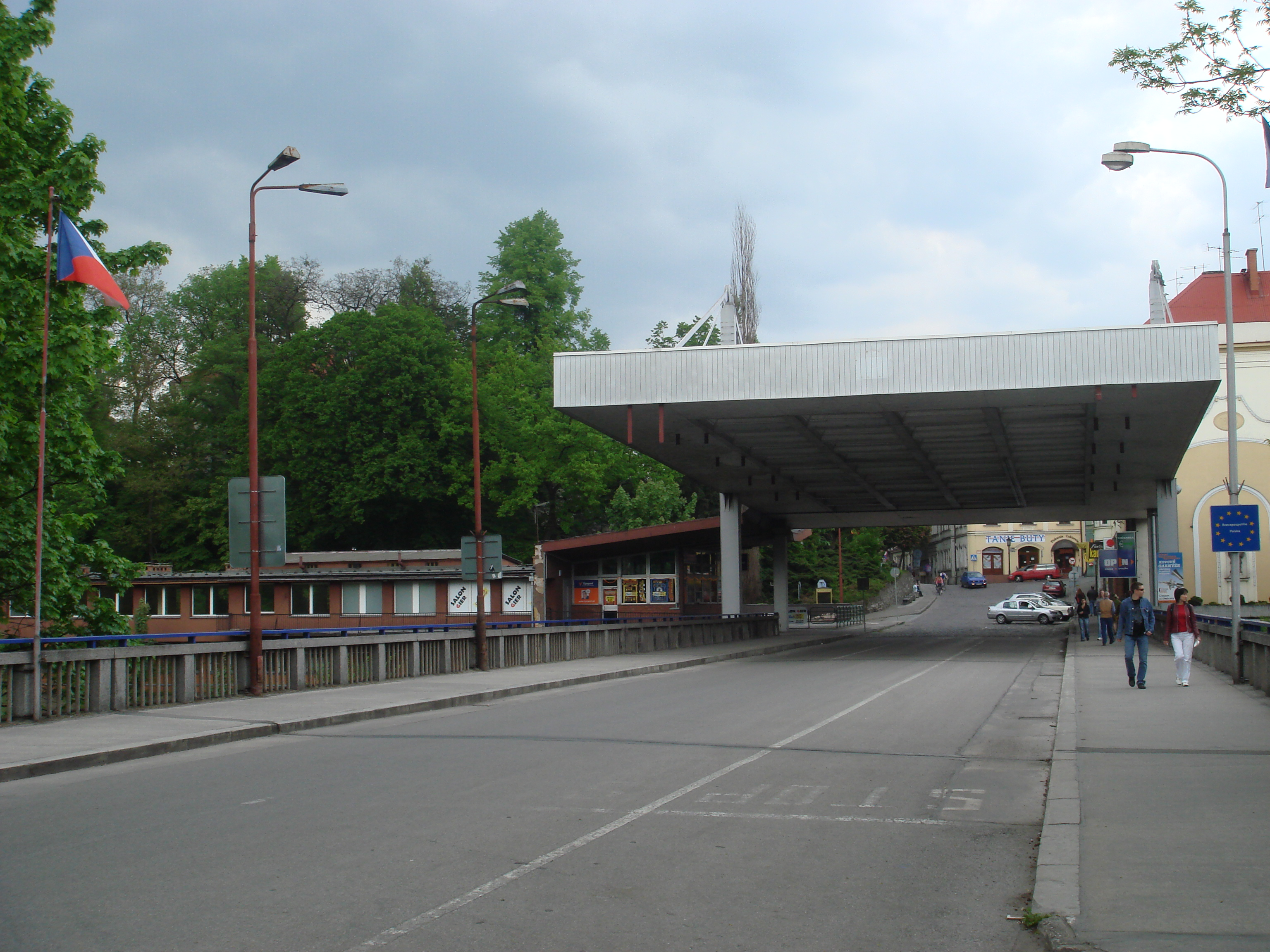
Przejście graniczne Cieszyn (most Wolności, most Przyjaźni) – Český Těšín (most Svobody, most Družby)

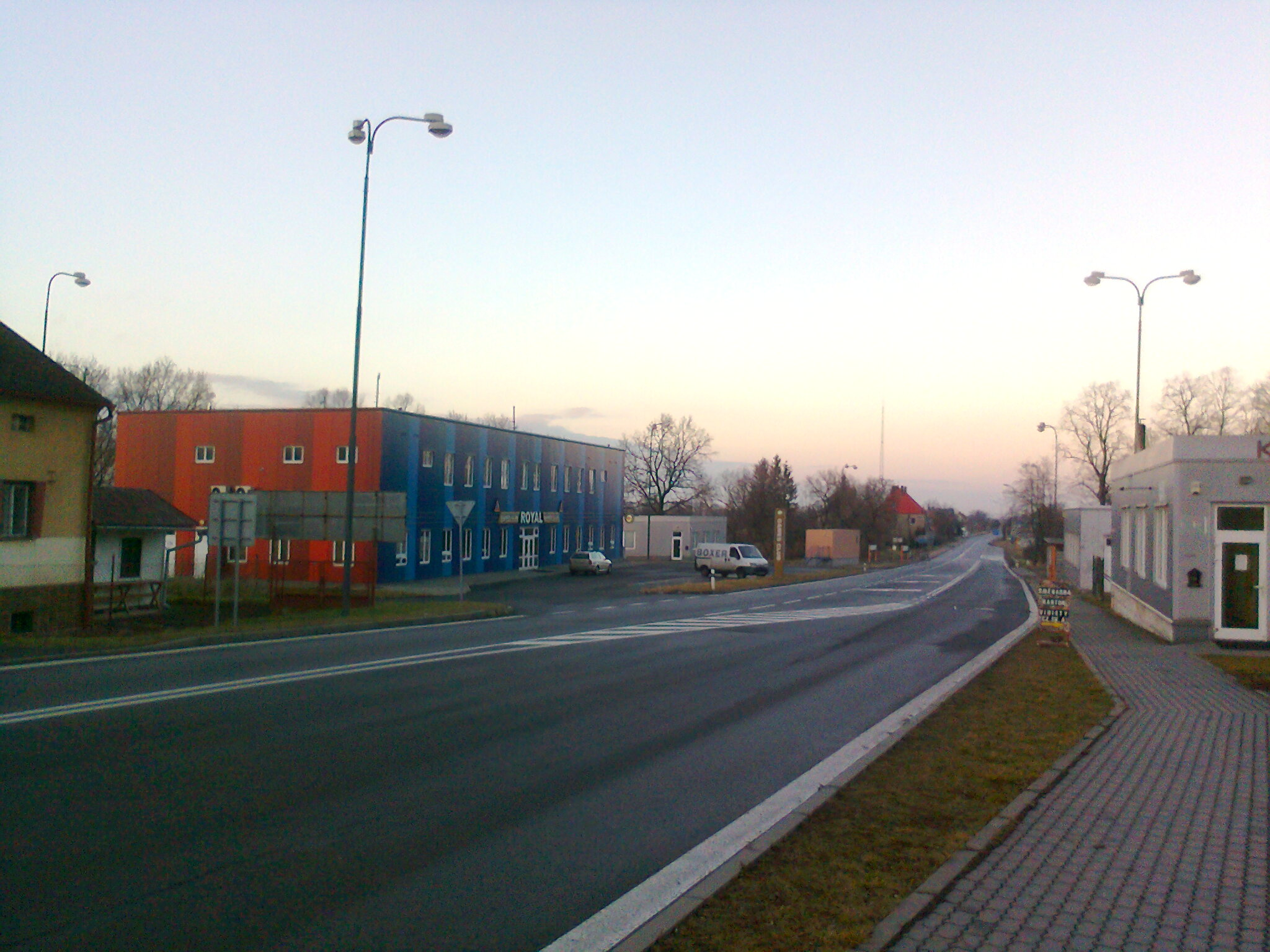
Przejście graniczne Trzebina – Bartultovice

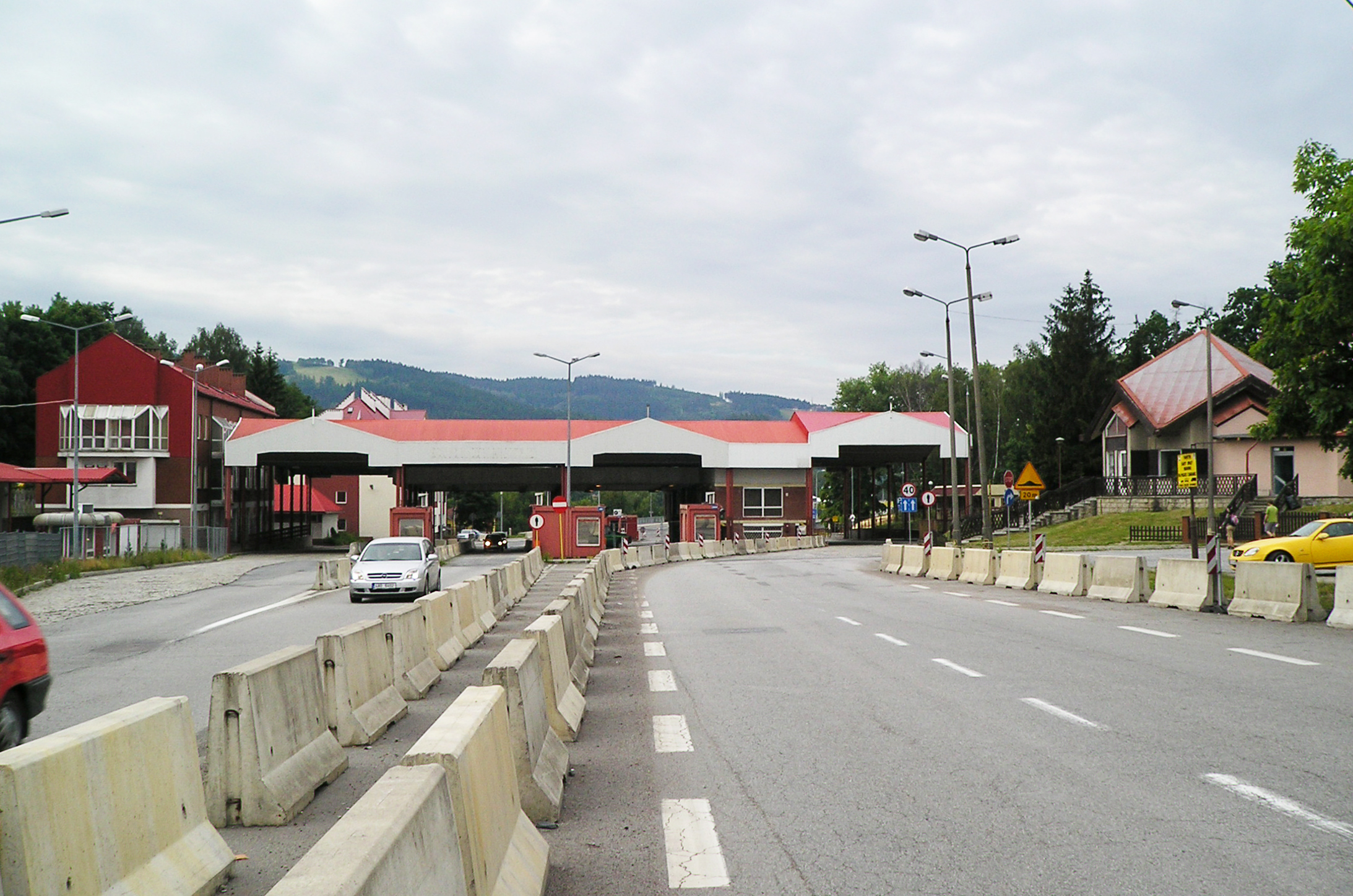
Przejście graniczne Kudowa Słone-Náchod

- Sowia Przełęcz – Soví Sedlo (Jelenka)
- Stożek – Velký Stožek
- Stożek – Malý Stožek
- Stóg Izerski – Smrk
- Szrenica – Vosecká bouda (Tvarožnik)
- Ściborzyce Wielkie – Hněvošice
- Ściborzyce Wielkie – Rohov
- Śląski Dom – Luční bouda
- Śnieżnik – Vrchol Kralického Sněžníku

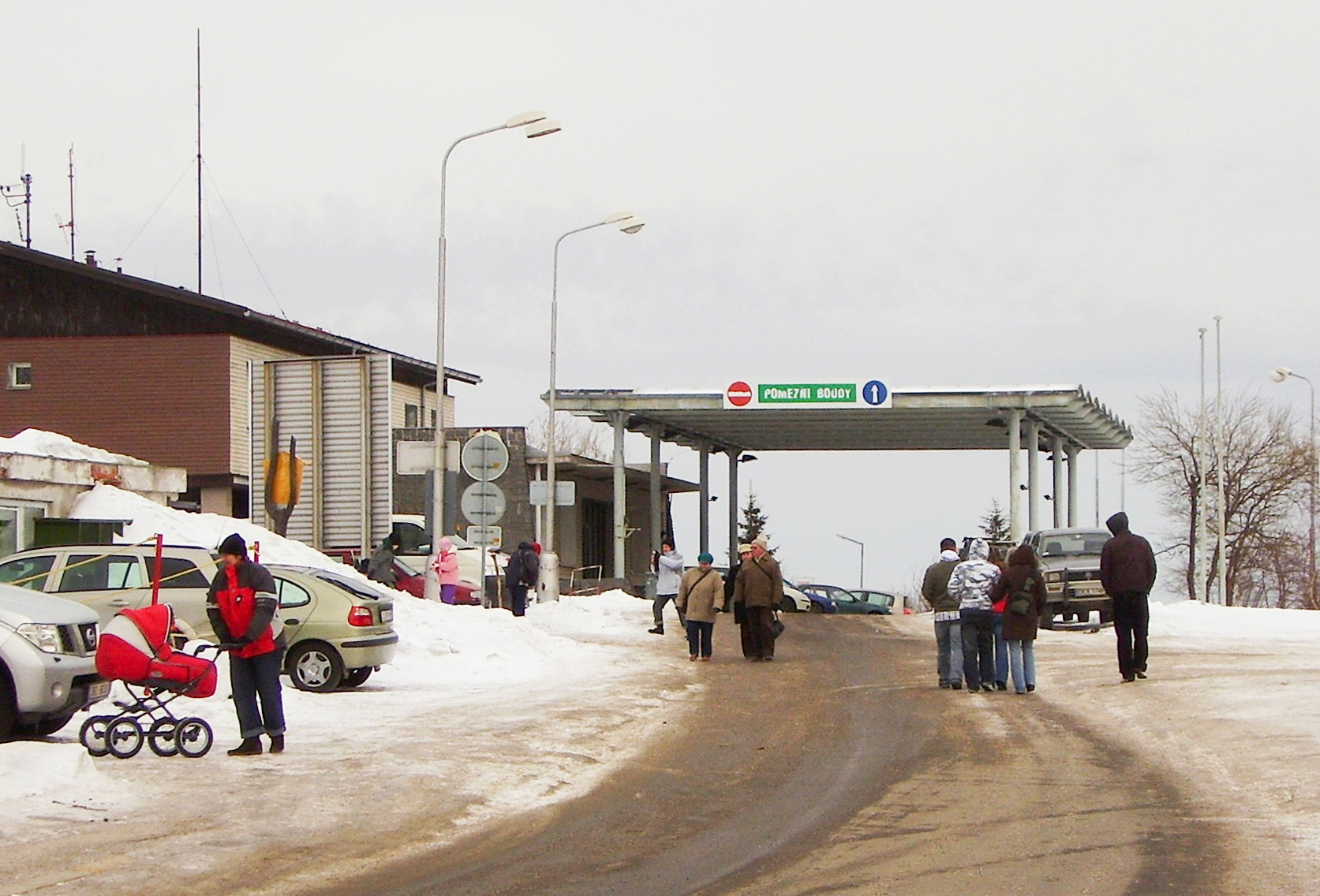
Przejście graniczne Przełęcz Okraj – Pomezní Boudy

- Świecie – Jindřichovice pod Smrkem
- Tarnkowa – Bohušov
- Tłumaczów – Otovice
- Trzebina – Bartultovice
- Tworków – Hať
- Wiechowice – Vávrovice
- Wielka Czantoria – Nýdek
- Wielka Czantoria – Velká Čantoryje
- Wigancice Żytawskie – Višňová
- Zawidów – Černousy/Ves
- Zawidów – Habartice
- Zieleniec – Masarykova chata
- Złoty Stok – Bílá Voda

## Kolejowe
- Chałupki – Bohumín
- Cieszyn – Czeski Cieszyn
- Głuchołazy – Jindřichov ve Slezsku
- Głuchołazy - Mikulovice
- Lubawka – Královec
- Mieroszów – Meziměstí
- Międzylesie – Lichkov
- Zawidów – Frýdlant v Čechách
- Zebrzydowice – Petrovice u Karviné.